# クライン・ダイサム・アーキテクツ
クライン・ダイサム・アーキテクツ（Klein Dytham architecture（KDa））は、建築家ユニット。アトリエ系建築設計事務所。デザインスタジオ。イギリス出身のマーク・ダイサムと、イタリア出身のアストリッド・クラインで結成した。
日本の伊東豊雄建築設計事務所を経て、日本で事務所を設立した。1988年に来日し、現在まで、クリエイターたちの共有スペース「Deluxe」で、様々なイベントを仕掛けている。建築、インテリアのほかに、プロダクトデザイン、その他ヴァージン・アトランティック航空のためのイベントブースなど、ジャンルを超えたユニークな活動を行っている。

## プロフィール
- マーク・ダイサム（Mark Dytham、1964年 - ）は、イギリス出身で、ニューキャッスル・アポン・タイン大学で芸術学士を取得。ロイヤル・カレッジ・オブ・アート大学院専門課程修了。1988年から1990年まで、伊東豊雄建築設計事務所に所属。1990年に、クライン・ダイサム・アーキテクツを設立。
- アストリッド・クライン（Astrid Klein、1962年 - ）は、イタリア出身で、フランスのエコール・ド・アール・デコライーフで芸術学士を取得。その後、イギリスのロイヤル・カレッジ・オヴ・アート大学院専門課程修了。1988年から1990年まで、伊東豊雄建築設計事務所に所属。1990年に、クライン・ダイサム・アーキテクツ設立。

## 関わったプロジェクトなど
リゾナーレ小淵沢における一連のプロジェクト、北海道トマムのサービスアパートメント「キラキラ」、「ユニクロ銀座店」、「ヴァージン・アトランティック航空クラブハウス」、「東京ミッドタウンの春のイベント『桜カフェ』」、旧「イデー・ワークステーション・ショールーム」のエクステリアデザイン、「Pecha Kucha Night」のオーガナイザー、イオンモール名古屋ワンダーシティ外装デザイン監修、熊本南警察署熊本駅交番（くまもとアートポリス）、DESIGNART TOKYOのファウンダーなど、多数。

## 受賞歴
- 1993年 - 「ビデオ銭湯」でSDレビュー鹿島賞受賞
- 1997年 - インター・イントラスペースデザインセレクション'96デザイン賞受賞